# Шестисоткомірник
| Шестисоткомірник                                                                 | Шестисоткомірник                  |
| -------------------------------------------------------------------------------- | --------------------------------- |
| Діаграма Шлегеля: проєкція (перспектива) шестисоткомірника в тривимірний простір |                                   |
| Тип                                                                              | правильний чотиривимірний політоп |
| Символ Шлефлі                                                                    | {3,3,5}                           |
| Комірок                                                                          | 600                               |
| Граней                                                                           | 1200                              |
| Ребер                                                                            | 720                               |
| Вершин                                                                           | 120                               |
| Вершинна фігура                                                                  | ікосаедр                          |
| Двоїстий політоп                                                                 | стодвадцятикомірник               |

Проєкція обертового шестисоткомірника в тривимірний простір

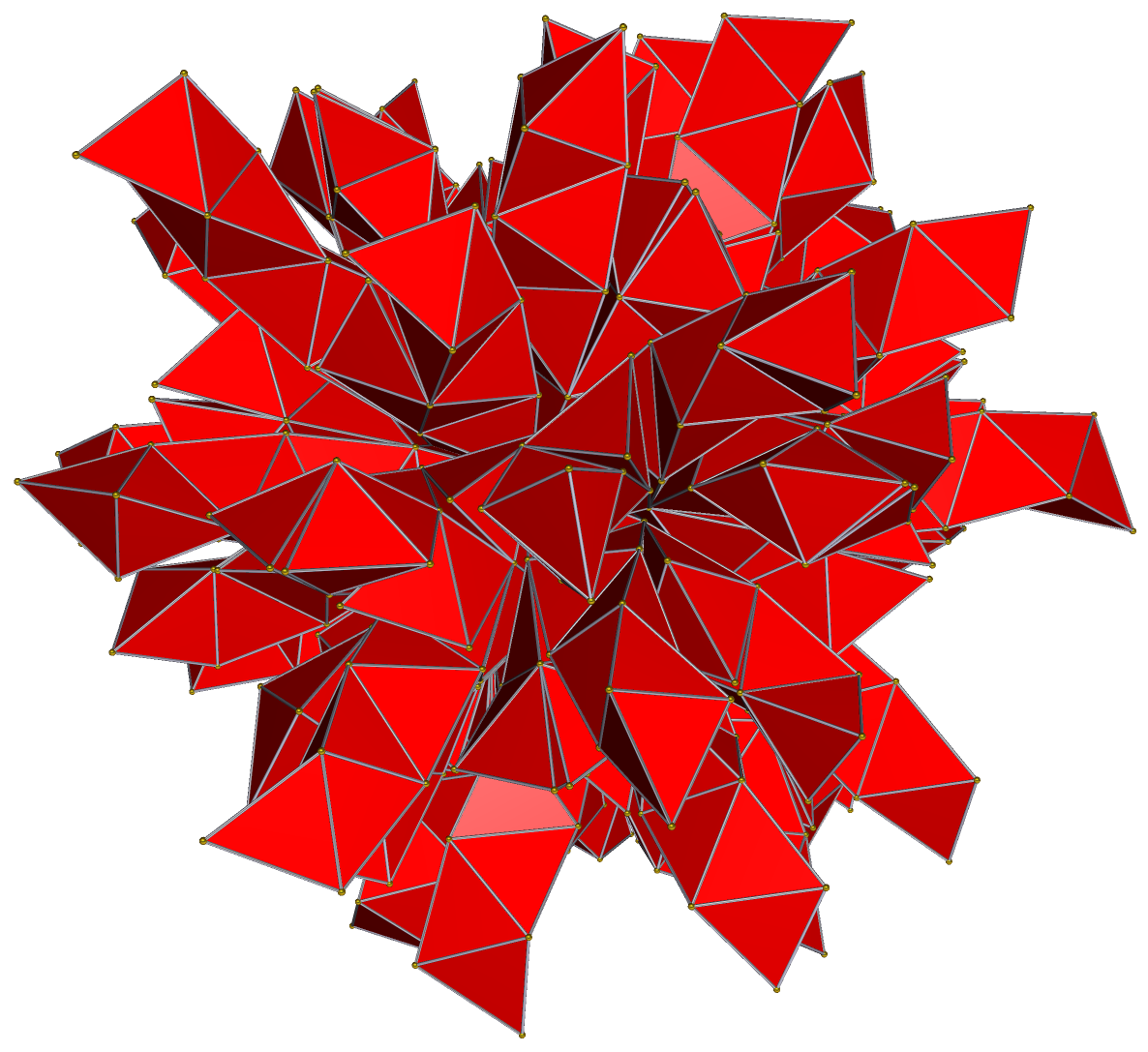
Розгортка

Пра́вильний шестисоткомі́рник, або просто шестисоткомі́рник, або гекзакосіхор (від дав.-гр. ἑξἀκόσιοι — «шістсот» і χώρος — «місце, простір») — один із шести правильних багатокомірників у чотиривимірному просторі. Двоїстий стодвадцятикомірнику.
Відкрив Людвіг Шлефлі в середині 1850-х років. Символ Шлефлі шестисоткомірника — {3,3,5}.

## Опис
Обмежений 600 тривимірними комірками — однаковими правильними тетраедрами. Кут між двома суміжними комірками дорівнює {\displaystyle \arccos \left(-{\frac {1+3{\sqrt {5}}}{8}}\right)\approx 164{,}48^{\circ }.}
1200 двовимірних граней — однакові правильні трикутники. Кожна грань розділяє 2 комірки, що прилягають до неї.
Має 720 ребер рівної довжини. На кожному ребрі сходяться по 5 граней та по 5 комірок.
Має 120 вершин. У кожній вершині сходяться по 12 ребер, по 30 граней і 20 комірок.

## У координатах
Шестисотячейник можна розмістити в декартовій системі координат так, щоб:
- 8 його вершин мали координати {\displaystyle (\pm 2;0;0;0),}{\displaystyle (0;\pm 2;0;0),}{\displaystyle (0;0;\pm 2;0),}{\displaystyle (0;0;0;\pm 2)} (ці вершини розташовані так само, як вершини шістнадцятикомірника);

- ще 16 вершин — координати {\displaystyle (\pm 1;\pm 1;\pm 1;\pm 1)} (розташовані так само, як вершини тесеракта ; крім того, разом з 8 попередніми вони дають вершини двадцятичотирьохкомірника);

- координати інших 96 вершин були різними парними перестановками чисел {\displaystyle (\pm \Phi ;\pm 1;\pm \Phi ^{-1};0),} де {\displaystyle \Phi ={\frac {1+{\sqrt {5}}}{2}}} — відношення золотого перетину (ці вершини розташовані так само, як вершини кирпатого двадцятичотирьохкомірника).

Початок координат {\displaystyle (0;0;0;0)} буде центром симетрії багатокомірника, а також центром його вписаної, описаної та напіввписаних тривимірних гіперсфер.

## Метричні характеристики
Якщо шестисоткомірник має ребро довжини {\displaystyle a,} то його чотиривимірний гіпероб'єм і тривимірна гіперплоща поверхні виражаються відповідно як
{\displaystyle V_{4}={\frac {25}{4}}\left(2+{\sqrt {5}}\right)a^{4}\approx 26{,}4754249a^{4},}
{\displaystyle S_{3}=50{\sqrt {2}}a^{3}\approx 70{,}7106781a^{3}.}
Радіус описаної тривимірної гіперсфери (що проходить через усі вершини багатокомірника) при цьому дорівнює
{\displaystyle R=\Phi a={\frac {1}{2}}\left(1+{\sqrt {5}}\right)a\approx 1{,}6180340a,}
радіус зовнішньої напіввписаної гіперсфери (що дотикається до всіх ребер у їхніх серединах) -
{\displaystyle \rho _{1}={\frac {1}{2}}{\sqrt {5+2{\sqrt {5}}}}\;a\approx 1{,}5388418a,}
радіус внутрішньої напіввписаної гіперсфери (що дотикається до всіх граней у їхніх центрах)
{\displaystyle \rho _{2}={\frac {1}{6}}\left({\sqrt {15}}+3{\sqrt {3}}\right)a\approx 1{,}5115226a,}
радіус вписаної гіперсфери (що дотикається до всіх комірок у їхніх центрах) -
{\displaystyle r={\frac {1}{4}}\left({\sqrt {10}}+2{\sqrt {2}}\right)a\approx 1{,}4976762a.}